# Premiul BAFTA pentru cel mai bun scenariu original
Premiul BAFTA pentru cel mai bun scenariu original este acordat anual de către British Academy of Film and Television Arts începând cu anul 1984, când categoria originală (Premiul BAFTA pentru cel mai bun scenariu) a fost împărțită în două, cealaltă fiind Premiul BAFTA pentru cel mai bun scenariu adaptat.
Woody Allen este lider în această categorie atât în privința numărului de premii câștigate, cât și în privința numărului de nominalizări; a câștigat 4 premii din 10 nominalizări.

## Câștigători și nominalizați

### Anii 1980
- 1983
  - Regele comediei - Paul D. Zimmerman
    - Erou local - Bill Forsyth
    - Pariul - Timothy Harris și Herschel Weingrod
    - Zelig - Woody Allen

- 1984
  - Danny Rose - Woody Allen
    - Marea răceală - Barbara Benedek și Lawrence Kasdan
    - Comfort and Joy - Bill Forsyth
    - Porcul regal - Alan Bennett

- 1985
  - Trandafirul roșu din Cairo - Woody Allen
    - Înapoi în viitor - Robert Zemeckis și Bob Gale
    - Frumoasa mea spălătorie - Hanif Kureishi
    - Martorul - William Kelley și Earl W. Wallace

- 1986
  - Hannah și surorile ei - Woody Allen
    - Crocodile Dundee - John Cornell, Paul Hogan și Ken Shadie
    - Misiunea - Robert Bolt
    - Mona Lisa - Neil Jordan și David Leland

- 1987
  - Dac-ai fi fost aici... - David Leland
    - Glorie și speranță - John Boorman
    - Personal Services - David Leland
    - Zilele radioului - Woody Allen

- 1988
  - A World Apart - Shawn Slovo
    - La revedere, copii - Louis Malle
    - Un peștișor pe nume Wanda - John Cleese
    - Visătorii - John Patrick Shanley

- 1989
  - Când Harry a cunoscut-o pe Sally - Nora Ephron
    - Cercul poeților dispăruți - Tom Schulman
    - Rain Man - Ronald Bass și Barry Morrow
    - Sex, minciuni și casete video - Steven Soderbergh

### Anii 1990
- 1990
  - Cinema Paradiso - Giuseppe Tornatore
    - Delicte și fărădelegi - Woody Allen
    - Fantoma mea iubită - Bruce Joel Rubin
    - Frumușica - J. F. Lawton

- 1991
  - Truly Madly Deeply - Anthony Minghella
    - Regele pescar - Richard LaGravenese
    - Carte verde - Peter Weir
    - Thelma și Louise - Callie Khouri

- 1992
  - Soți și soții - Woody Allen
    - Jocul lacrimilor - Neil Jordan
    - Ascultă-mi cântecul - Peter Chelsom și Adrian Dunbar
    - Necruțătorul - David Webb Peoples

- 1993
  - Ziua cârtiței - Harold Ramis și Danny Rubin
    - În bătaia puștii - Jeff Maguire
    - Pianul - Jane Campion
    - Nopți albe în Seattle - Jeff Arch, Nora Ephron și David S. Ward

- 1994
  - Pulp Fiction - Quentin Tarantino și Roger Avary
    - Priscilla, regina deșertului - Stephan Elliott
    - Patru nunți și o înmormântare - Richard Curtis
    - Philadephia - Ron Nyswaner

- 1995
  - Suspecți de serviciu - Christopher McQuarrie
    - Împușcături pe Broadway - Woody Allen și Douglas McGrath
    - Vis împlinit - P. J. Hogan
    - Se7en - Andrew Kevin Walker

- 1996
  - Secrete și minciuni - Mike Leigh
    - Fanfara învingătorilor - Mark Herman
    - Fargo - Frații Coen
    - Lone Star - John Sayles
    - Strălucire - Jan Sardi

- 1997
  - Nil by Mouth - Gary Oldman
    - Jurnalul unei vedete de film porno - Paul Thomas Anderson
    - Gol pușcă - Simon Beaufoy
    - Doamna Brown - Jeremy Brock

- 1998
  - Truman Show - Andrew Niccol
    - Elisabeta - Michael Hirst
    - Viața e frumoasă - Roberto Benigni și Vincenzo Cerami
    - Shakespeare îndrăgostit - Marc Norman și Tom Stoppard

- 1999
  - În mintea lui John Malkovich - Charlie Kaufman
    - Totul despre mama mea - Pedro Almodóvar
    - Frumusețe americană - Alan Ball
    - Al șaselea simț - M. Night Shyamalan
    - Cu susul în jos - Mike Leigh

### Anii 2000
- 2000
  - Aproape celebri - Cameron Crowe
    - Billy Elliot - Lee Hall
    - Erin Brockovich - Susannah Grant
    - Gladiatorul - David Franzoni, John Logan și William Nicholson
    - Marea hoinăreală - Frații Coen

- 2001
  - Amélie - Jean-Pierre Jeunet și Guillaume Laurant
    - Gosford Park - Julian Fellowes
    - Moulin Rouge! - Baz Luhrmann și Craig Pearce
    - Ceilalți - Alejandro Amenábar
    - Familia Tenenbaum - Wes Anderson și Owen Wilson

- 2002
  - Vorbește cu ea - Pedro Almodóvar
    - Și mama ta la fel! - Alfonso Cuarón și Carlos Cuarón
    - Viața în Londra - Steven Knight
    - Bandele din New York - Jay Cocks, Steven Zaillian și Kenneth Lonergan
    - Surorile de la azilul Magdalene - Peter Mullan

- 2003
  - Vieți încrucișate - Tom McCarthy
    - 21 de grame - Guillermo Arriaga
    - Invaziile barbare - Denys Arcand
    - În căutarea lui Nemo - Bob Peterson, David Reynolds și Andrew Stanton
    - Rătăciți printre cuvinte - Sofia Coppola

- 2004
  - Strălucirea eternă a minții neprihănite - Charlie Kaufman
    - Aviatorul - John Logan
    - Colateral - Stuart Beattie
    - Ray - James L. White
    - Vera Drake - Mike Leigh

- 2005
  - Povești din L.A. - Paul Haggis și Bobby Moresco
    - Renăscut din cenușă - Akiva Goldsman și Cliff Hollingsworth
    - Noapte bună și noroc! - George Clooney și Grant Heslov
    - Hotel Rwanda - Terry George și Keir Pearson
    - Generoasa Doamna Henderson - Martin Sherman

- 2006
  - Fiecare se crede normal - Michael Arndt
    - Babel - Guillermo Arriaga
    - Labirintul lui Pan - Guillermo del Toro
    - Regina - Peter Morgan
    - Zborul United 93 - Paul Greengrass

- 2007
  - Juno - Diablo Cody
    - Gangster american - Steven Zaillian
    - Viețile altora - Florian Henckel von Donnersmarck
    - Michael Clayton - Tony Gilroy
    - This Is England - Shane Meadows

- 2008
  - In Bruges - Martin McDonagh
    - Citește și arde - Frații Coen
    - Schimbul - J. Michael Straczynski
    - Te iubesc de mult - Philippe Claudel
    - Milk - Dustin Lance Black

- 2009
  - Misiuni periculoase - Mark Boal
    - Marea mahmureală - Jon Lucas și Scott Moore
    - Ticăloși fără glorie - Quentin Tarantino
    - Un tip serios - Frații Coen
    - Deasupra tuturor - Pete Docter și Bob Peterson

### Anii 2010
- 2010
  - Discursul regelui - David Seidler
    - Lebăda neagră - Mark Heyman, Andres Heinz și John McLaughlin
    - Luptătorul - Scott Silver, Paul Tamasy și Eric Johnson
    - Începutul - Christopher Nolan
    - Copiii sunt bine-mersi - Lisa Cholodenko și Stuart Blumberg

- 2011
  - Artistul - Michel Hazanavicius
    - Domnișoare de onoare - Kristen Wiig și Annie Mumolo
    - Irlandezul - John Michael McDonagh
    - Miezul nopții în Paris - Woody Allen
    - Doamna de Fier - Abi Morgan

- 2012
  - Django dezlănțuit - Quentin Tarantino
    - Iubire - Michael Haneke
    - The Master - Paul Thomas Anderson
    - Aventuri sub clar de lună - Wes Anderson și Roman Coppola
    - Misiunea: Bin Laden - Mark Boal

- 2013
  - Țeapă în stil american - Eric Warren Singer și David O. Russell
    - Blue Jasmine - Woody Allen
    - Gravity - Alfonso Cuarón și Jonás Cuarón
    - Inside Llewyn Davis - Frații Coen
    - Nebraska - Bob Nelson

- 2014
  - Hotel Grand Budapest - Wes Anderson și Hugo Guinness
    - Omul Pasăre sau Virtutea nesperată a ignoranței - Alejandro G. Iñárritu, Nicolás Giacobone, Alexander Dinelaris Jr. și Armando Bo
    - Boyhood: 12 ani de copilărie - Richard Linklater
    - Prădător de noapte - Dan Gilroy
    - Whiplash - Damien Chazelle

- 2015
  - Spotlight - Tom McCarthy și Josh Singer
    - Podul spionilor - Matt Charman și Frații Coen
    - Ex Machina - Alex Garland
    - Cei 8 odioși - Quentin Tarantino
    - Întors pe dos - Pete Docter, Josh Cooley și Meg LeFauve

- 2016
  - Manchester by the Sea - Kenneth Lonergan
    - Cu orice preț - Taylor Sheridan
    - Eu, Daniel Blake - Paul Laverty
    - La La Land - Damien Chazelle
    - În lumina lunii - Barry Jenkins

- 2017
  - Trei panouri în afara orașului Ebbing, Missouri - Martin McDonagh
    - Fugi! - Jordan Peele
    - Eu, Tonya - Steven Rogers
    - Lady Bird - Greta Gerwig
    - Forma apei - Guillermo del Toro și Vanessa Taylor

- 2018
  - Favorita - Deborah Davis și Tony McNamara
    - Războiul rece - Paweł Pawlikowski și Janusz Głowacki
    - Green Book: O prietenie pe viață - Nick Vallelonga, Brian Hayes Currie și Peter Farrelly
    - Roma - Alfonso Cuarón
    - Vicele - Adam McKay

- 2019
  - Parazit - Han Jin Won și Bong Joon-ho
    - Booksmart - Examen de (i)maturitate - Susanna Fogel, Emily Halpern, Sarah Haskins și Katie Silberman
    - Poveste despre căsnicie - Noah Baumbach
    - La cuțite - 	Rian Johnson
    - A fost odată la... Hollywood - Quentin Tarantino

### Anii 2020
- 2020
  - Dulce răzbunare - Emerald Fennell
    - Încă un rând - Tobias Lindholm și Thomas Vinterberg
    - Mank - Jack Fincher
    - Rocks - Theresa Ikoko și Claire Wilson
    - Procesul celor șapte din Chicago - Aaron Sorkin

- 2021
  - Licorice Pizza - Paul Thomas Anderson
    - Being the Ricardos - Aaron Sorkin
    - Belfast - Kenneth Branagh
    - Nu priviți în sus - Adam McKay
    - Regele Richard - Zach Baylin

- 2022
  - Spiritele din Inisherin - Martin McDonagh
    - Orice, oriunde, oricând - Daniel Kwan și Daniel Scheinert
    - Fabelmans: Povestea unei vieți aparte - Tony Kushner și Steven Spielberg
    - Tár - Todd Field
    - Triunghiul tristeții - Ruben Östlund

- 2023
  - Anatomia unei prăbușiri – Justine Triet și Arthur Harari
    - Barbie – Greta Gerwig și Noah Baumbach
    - The Holdovers – David Hemingson
    - Maestro – Bradley Cooper și Josh Singer
    - Din alte vieți – Celine Song

- 2024
  - Durere profundă  – Jesse Eisenberg
    - Anora – Sean Baker
    - Brutalistul –  Brady Corbet și Mona Fastvold
    - Kneecap – Rich Peppiatt, Naoise Ó Cairealláin, Liam Óg Ó Hannaidh și JJ Ó Dochartaigh
    - Substanța – Coralie Fargeat

## Multiplii câștigători
- 4 premii - Woody Allen
- 3 premii - Martin McDonagh
- 2 premii - Charlie Kaufman
- 2 premii - Tom McCarthy
- 2 premii - Quentin Tarantino